# Rouvray-Saint-Florentin
Rouvray-Saint-Florentin is een plaats en voormalige gemeente in het Franse departement Eure-et-Loir in de regio Centre-Val de Loire en telt 179 inwoners (1999). De plaats maakt deel uit van het arrondissement Chartres.

## Geschiedenis
Op 1 januari 2016 is Rouvray-Saint-Florentin gefuseerd met de gemeenten Montainville, Villeneuve-Saint-Nicolas en Voves tot de commune nouvelle Les Villages Vovéens. 

## Geografie
De oppervlakte van Rouvray-Saint-Florentin bedraagt 9,2 km², de bevolkingsdichtheid is 19,5 inwoners per km².
De onderstaande kaart toont de ligging van Rouvray-Saint-Florentin met de belangrijkste infrastructuur en aangrenzende gemeenten.

## Demografie
Onderstaande figuur toont het verloop van het inwonertal (bron: INSEE-tellingen).